# Giordano Orsini (1525-1564)
Giordano Orsini, seigneur de Monterotondo, dont le nom est francisé en Jurdin Ursin ou Jourdain des Ursins, est un homme politique et condottiere italien au service de la France au XVIe siècle, né en 1525, et mort le 26 septembre 1564.

## Biographie
Giordano Orsini est le fils de Valerio Orsini (1504 - 1550), duc d'Ascoli, comte de Nola, seigneur de Monterotondo et de Forino.
En 1547, il entre au service de Cosme Ier, duc de Florence, qui l'a nommé gouverneur de Pise et de la flotte des Médicis. Il lui demande de recruter un millier de soldats pour soutenir Pedro Álvarez de Toledo, vice-roi de Naples qui ayant essayé d'y introduire l'inquisition espagnole avait provoqué une révolte.
En 1548 il est chargé d'une mission délicate d'ambassadeur auprès du roi Henri II, à Turin.

### Guerre contre les corsaires turcs
En avril 1550, il a l'occasion de montrer sa valeur quand la flotte de Charles Quint commandée par Andrea Doria s'apprête à naviguer en Afrique du nord pour assiéger la forteresse du corsaire turc Dragut.
Il prend le commandement d'une galère à Livourne pour se joindre à la flotte impériale commandée par Andrea Doria. Les relations n'ont pas été les meilleures avec les alliés Espagnols, en particulier avec Garcia Álvarez de Toledo, beau-frère de Cosme Ier de Médicis, duc de Toscane, fils de Pedro de Toledo, vice-roi de Naples. et commandant de l'infanterie embarquée sur la flotte impériale.

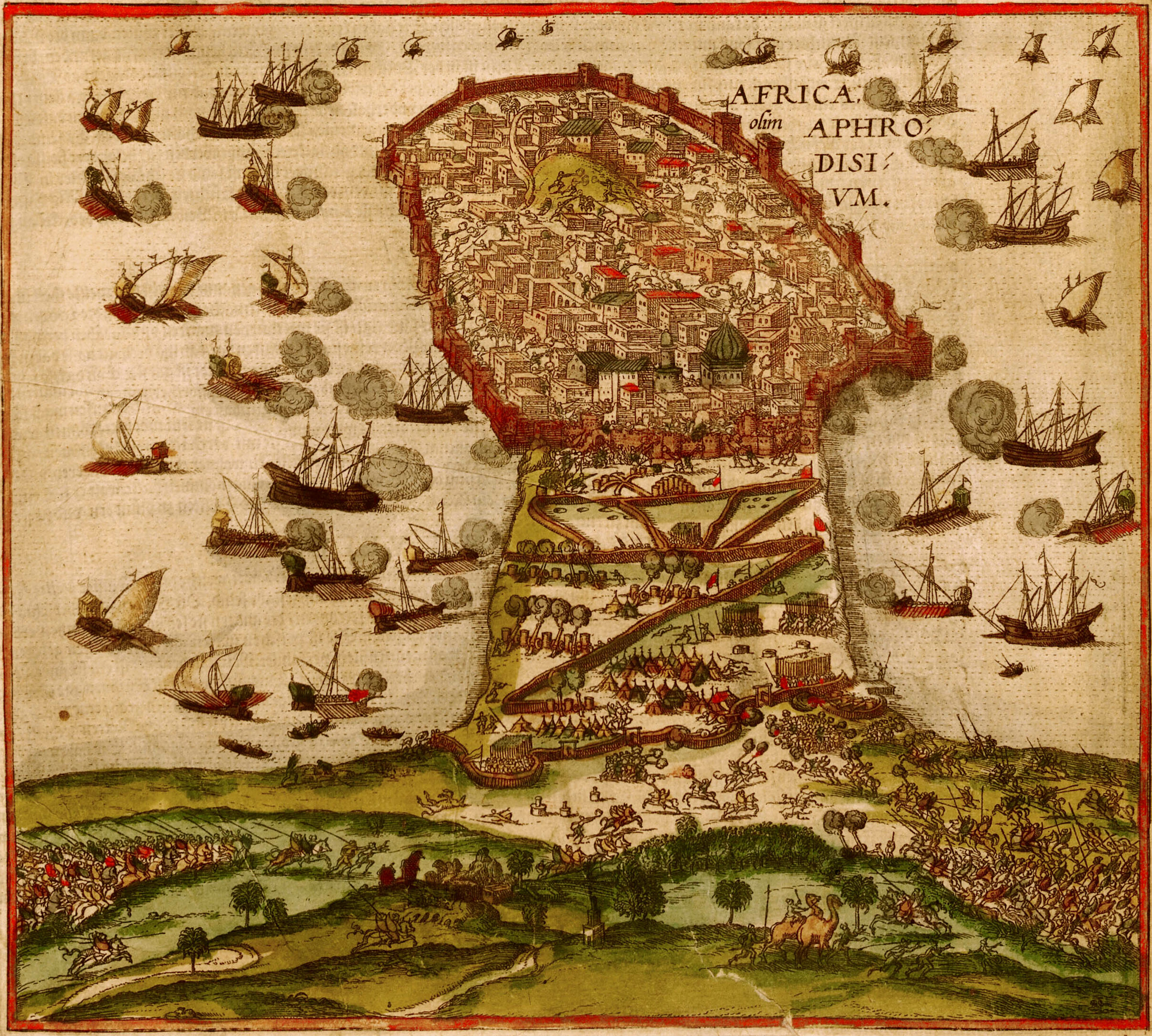
Siège de Mahdia

En mai 1550, le flotte impériale quitte Civitavecchia pour se joindre au contingent du vice-roi de Sicile, don Juan de Vega. La flotte s'arrête à Naples où il a de nouveau une violente dispute avec Garcia Álvarez de Toledo, la flotte se dirige vers la forteresse des corsaires turcs, Monastir, en Tunisie. Pendant les opérations du siège de la forteresse, Giordano Orsini avait pour tâche l'installation des pièces d'artillerie. Après la prise de Monastir, la flotte de Doria s'est dirigée vers Mahdia, principale place forte de Dragut dont il avait confié la défense à son neveu Hisar Raïs.
Arrivé en juillet devant Mahdia, Giordano Orsini est chargé d'attaquer la ville en collaboration avec le condottiere Astorre Baglioni. De nouveau en conflit avec les Espagnols, Orsini et Baglioni ont quitté le camp avec d'autres mercenaires romains et florentins et sont assaillis par des guerriers berbères. Grâce à Baglioni, il a réussi à s'échapper de l'embuscade mais a été grièvement blessé au bras par une lance après avoir été jeté à bas de son cheval. Après une brève convalescence, il dirige en août une expédition à Naples pour recruter mille fantassins et prendre en charge vingt canons pour le siège de Monastir mais il doit encore faire face à l'animosité des Espagnols. De retour à Monastir, il contribue à la prise de Monastir, ce qui ne le met pas l'abri pas de la rancœur et de la haine des Espagnols.
À son retour en Italie, un ambassadeur florentin le prévient que Francesco d'Este le fait rechercher pour lui faire payer le prix du meurtre d'un de ses parents, Orazio Brancadori de Fermo. Pour éviter d'être pris, il évite de se rendre à Naples et embarque sur un petit bateau qui lui permet de gagne Livourne. En décembre, il se cache à Rome puis en France.

### Au service du roi de France
Chassé et licencié par Cosme Ier de Médicis, il décide de se mettre au service du roi de France en 1551. La dixième guerre d'Italie (1552 – 1556) est provoquée par le pape Jules III qui attaque Octave Farnèse. Il participe pendant la guerre de Parme à une opération en Émilie pour s'opposer à une tentative des armées de Charles Quint et du pape Jules III de s'emparer du duché de Parme et Plaisance qui avait été pris par Octave Farnèse qui s'est allié au roi Henri II pour s'opposer au pape. Il participe au siège de Mirandola, sous le commandement de Pierre Strozzi, qui est un échec pour l'armée pontificale.
Toujours au service du roi de France, il a l'occasion de se venger des torts ont été causés par les Espagnols et leurs alliés en combattant aux côtés de Pierre Strozzi, ennemi juré de Cosme Ier de Médicis, pendant la campagne pour défendre Sienne menacée par le duc de Florence. Il est arrivé dans cette ville toscane à la tête de 4 500 fantassins, et à l'annonce de l'arrivée de l'ennemi dans le Val di Chiana, il se porte avec 500 hommes à la défense de Pienza, mais il décide d'abandonner la cité à cause de la faiblesse de ses défenses pour s'installer à Montalcino avec environ 1 500 mercenaires avec l'ordre de repousser les attaques des Impériaux et de leurs alliés florentins. Enfermé dans la ville, en mars, il supporte le siège mené par Garcia de Toledo et le condottiere Alessandro Vitelli avec environ 12 000 hommes. À l'intérieur de la cité, Giordano Orsini répond aux attaques en renforçant les mus de la ville, les assiégeants ont établi un cercle de entourant la ville de neuf fortifications sans toutefois réussir à l'isoler totalement car les assiégés ont continué à recevoir des armes et des vivres depuis Murlo. Le jour de Pâques 1552, une canonnade frappe les murs de Montalcino et Giordano Orsini est blessé au bras pendant un conseil de guerre. Malgré les bombardements contre les murs et les tentatives d'assauts, la ville résiste et l'armée des assiégeants a abandonné le terrain en juin après un siège de 80 jours.

### La conquête de la Corse
Grâce à la réussite de sa résistance au siège entrepris par les Impériaux et leurs alliés, il est chargé, en 1553, de participer la campagne de conquête de la Corse ordonnée par Henri II avec Pierre Strozzi pour enlever cette possession de la république de Gênes en profitant de la révolte de Corses contre Gênes conduite par Sampiero Corso. Paul de Thermes, le duc de Soma, le prince de Salerne, cardinal Hippolyte d'Este, le colonel Giovanni de Turin et Giordano Orsini tiennent conseil pour conquérir la Corse à Castiglione della Pescaia en juillet 1553. La flotte commandée par Paul de Thermes arrive le mercredi 25 août 1553 et assiège la forteresse de Bastia qui se rend le lendemain. Il doit s'emparer de la citadelle de Saint-Florent construite par les Génois pour s'opposer aux mouvements indépendantistes corses. Grâce également à l'appui d'une flotte de corsaires turcs, Giordano a réussi à prendre la citadelle et en fait un appui pour les opérations d'assaut contre les flottes génoises. La citadelle doit subir un siège naval et terrestre de plus de trois mois commandé par Andrea Doria et Agostino Spinola. En novembre, il fait sortir de la ville toutes les bouches inutiles. Face à des forces supérieures, il doit rendre les armes le 17 février 1544 avec toute son artillerie et ses munitions. Selon les accords qu'il a passé avec Andrea Doria, tous les mercenaires français et italiens peuvent rentrer chez eux, à l'exception de Giordano Orsini et d'un commandant français, qui doivent rester les otages d'Andrea Doria, pour un certain temps, puis sont libérés sous serment de ne pas combattre les Impériaux et les Florentins pendant au moins huit mois. La campagne de Doria a été terminée en trois mois mais sa cupidité l'a amené à s'emparer des biens des vaincus, indifférent aux protestations de l'Office de Saint Georges par l'intermédiaire d'Adamo Centurione. Doria a pris Corte en mai. Début septembre 1554, Paul de Thermes demande sa retraite au roi qui est acceptée. Il est remplacé par Giodano Orsini comme gouverneur de l'île, mais Paul de Thermes reste présent sur l'île et reste en fait le gouverneur.
Giordono Orsini est envoyé à Rome, mais revient en Corse en mars 1555 à la demande du roi de France pour remplacer Paul de Thermes, le 20 juin, qui est rappelé en France. Il commande 4 000 fantassins italiens et français et 3 000 Corses. Il reprend Saint-Florent et tente de s'emparer de Calvi. Le 24 juillet 1555, le troupes quittent Ajaccio pour faire le siège de Calvi. Giordano Orsini commande la flotte qui va faire le siège de Calvi. Le siège commence le 10 août. Malgré l'aide des canons des navires français et de ceux de l'amiral ottoman Piyale Pacha, allié de la France pour combattre les Génois, les attaques pour la conquête de la ville sont contrecarrées par les efforts défensifs de Giovanni Andrea Doria. Le siège est abandonné au bout de 15 jours.
Dans ses lettres envoyées à Henri II, Giordano Orsini se plaint de Pierre de Panisse, président en la cour des Aides de Montpellier, qui veut appliquer les lois françaises dans l'île au mépris des habitudes de la noblesse corse qu'il essaie d'amener à soutenir le roi. Il se plaint aussi de Michel Ribier receveur des tailles pour l'élection de Blois, nommé en 1553 « général et superintendant des finances du Roy en l'isle de Corse ». De même Sampiero Corso lui crée des problèmes car il souhaite commander les troupes après le départ de Paul de Thermes.
Le 15 janvier 1556, Charles Quint abdique en séparant en deux son domaine. Son frère cadet, Ferdinand Ier de Habsbourg reçoit les domaines situés dans le Saint-Empire romain germanique, et son fils Philippe II d'Espagne, le royaume d'Espagne, les Flandres et les domaines italiens. 
Le 5 février 1556 un accord est signé à Bruxelles entre le successeur de Charles Quint, Philippe II d'Espagne, et Henri II. Il est proposé aux Génois qui l'acceptent.
En 1556, des troupes françaises sont envoyées à Rome à la demande du pape pour protéger la basilique Saint-Laurent-hors-les-Murs et la Porta Tiburtina avec six compagnies italiennes d'infanterie. Cette opération a peu duré mais les Génois s'étant aperçu qu'une partie des troupes françaises avaient quitté la Corse, ils décident de rompre le traité le 13 août. Giordano Orsini lance une nouvelle offensive obligeant les Génois à s'enfermer dans Bastia et Calvi. En septembre 1556, après une campagne dure contre les forteresses génoises de l'île, il a réuni des représentants corses et annonce à Vescovato que l'île appartient au roi de France. 
En septembre 1558, les Génois réduisent leurs troupes à Calvi et à Bastia.
En 1559, par la paix de Cateau-Cambrésis, l'île est restituée à la république de Gênes. Giordano Orsini a alors livré l'île aux commissaires génois, a quitté l'île et s'est dirigé vers la Provence avec les mercenaires italiens et les soldats français qui s'y trouvaient pour le roi de France. Pour clore les comptes en Corse et payer les salaires des soldats, ne recevant pas les soldes du roi, il paie sur sa propre fortune, et revient en France sans argent.
Henri II meurt le 10 juillet 1559 à la suite de blessures reçues le 30 juin au cours d'un tournoi.

### Au service de la république de Venise
Après une brève période à la cour du roi, fatigué et dégoûté du traitement réservé aux Italiens par la Cour, il quitte la France et accepte d'être embauché par la république de Venise. Le Conseil des Dix le nomme, en décembre 1562, capitaine général de l'infanterie vénitienne avec un salaire de 4 000 ducats. En février 1564, il est nommé gouverneur de Brescia. Il meurt en septembre 1564 à la suite du déversement de son carrosse provoqué par la perte de contrôle des chevaux.

## Famille
- Orso Orsini (†1424), seigneur de Monterotondo, marié à Lucrezia Conti
  - Lorenzo Orsini, seigneur de Monterotondo, marié à Clarisse Orsini, sœur du cardinal Latino Orsini
    - Giulio Orsini (†1513), seigneur de Monterotondo, marié à Margharita Conti,
      - Mario Orsini, condottiere, tué au siège de Florence, en décembre 1529, marié à Virginia Della Rovere
      - Paolo Emilio Orsini ( -1554) qui a eu deux fils morts jeunes, abbé commendataire de l'abbaye Saint-Bénigne et Saint-Tiburce de Fruttuaria en 1518,
      - Valerio Orsini (1504 - 1550), prince d'Ascoli, marié en 1521 à Giovanna Maria Ofreduccio (ou Eufreduccio)[3]
        - Giordano Orsini (1525-1564
          - Valerio Orsini, mort sans alliance,
          - Ludovico Orsini, mort étranglé dans un cachot à Venise, le 26 décembre 1585, pour le meurtre de Vittoria Accoramb</refoni, veuve de son cousin Paolo Giordano Orsini (1541-novembre 1585), premier duc de Bracciano[4], sans postérité de Julia Savelli,
          - Raimondo Orsini, tué à Rome en 1583.

        - Oliviero Orsini, mort avant son père à la guerre de Corfou, en 1538,
        - Giovanni Battista (Giambattista) Orsini (†1566), évêque de San Severino,
        - Silla Orsini, mort avant son père,

      - Flavio ou Fulvio Orsini (1532-1581), nommé évêque de Spolète en 1562 par le pape Pie IV, Grégoire XIII lui donne un coadjuteur avec Pietro Orsini de la branche des ducs de Gravina,

    - Giovanni Battista Orsini (1450-1502), cardinal
    - Orso Orsini, évêque de Theano en 1474, mort en 1495

  - Giacomo ou Jacopo Orsini qui a fondé la seconde branche des seigneurs de Monterotondo, marié à Maddalena Orsini, sœur de Clarisse Orsini marié à son frère Lorenzo, et du cardinal Latino Orsini
    - Clarisse Orsini (1453-1488) mariée à Laurent de Médicis
    - Orso Orsini, seigneur de Monterotondo
      - Franciotto Orsini (1473-1534), cardinal en 1517,
        - Ottavio Orsini, seigneur de Monterotondo, marié à Porcia Orsini, sœur d'Enrico Orsini, comte de Nola,
          - Enrico Orsini, seigneur de Monterotondo
          - Leone Orsini (1512-1564), évêque de Fréjus
          - Francesco Orsini, mort sans alliance

    - Rinaldo Orsini (†1508), archevêque de Florence

  - Francesca Orsini mariée à Napoleone Orsini (1420-1480), comte de Tagliacozzo

## Distinction
- Chevalier de l'Ordre de Saint-Michel

## Source
- (it) Cet article est partiellement ou en totalité issu de l’article de Wikipédia en italien intitulé « Giordano Orsini di Monterotondo » (voir la liste des auteurs).